# Соціальне відторгнення
Соціальне відторгнення (стан соціального відторгнення), соціальне відчуження або соціальна маргіналізація — поняття, яке характеризує сучасні форми соціального неблагополуччя. У більш вузькому сенсі може використовуватися на позначення неможливості людей працевлаштуватися, реалізувати інші соціальні потреби, їх нездатності впливати на життя в державі.